# Circus Left Town
Circus Left Town (oder auch Circus) ist eine Ballade von Eric Clapton. Er schrieb den Song in der Phase der Verarbeitung des Todes seines Sohnes, der 1991 im Alter von vier Jahren tödlich verunglückte. Das Lied handelt vom letzten gemeinsamen Abend der beiden, an dem sie einen Zirkus besucht hatten. Clapton spielt das Stück nur selten auf Konzerten; weswegen es im Gegensatz zu Tears in Heaven, das sich ebenfalls mit dem Tod beschäftigt, auch vergleichsweise unbekannt ist. 
Clapton spielte das Stück bereits bei der MTV-Unplugged-Session 1992, doch es wurde zunächst nicht veröffentlicht und erschien erst 1998 auf seinem Album Pilgrim. Die Singleauskopplung erreichte Platz 39 der britischen Charts.

## Musik und Aufbau
Das Stück ist im Tongeschlecht Moll geschrieben, was ihm eine traurige Atmosphäre verleiht. Sie spiegelt Claptons Verfassung direkt nach dem Tod seines Sohnes wider. Textlich besteht der Song aus drei verschiedenen Abschnitten. Es beginnt eine vierteilige Strophe, gefolgt vom Refrain. Danach wird die zweite Strophe gesungen, um letztlich durch zweimaliges Wiederholen des Refrains auf das Ende zu weisen.

## Inhalt
Die erste Strophe handelt von der fröhlichen Ausstrahlung des Kindes und der Tatsache, dass der Abend im Zirkus sein letzter sein wird. In der zweiten Strophe singt Clapton vom „reinen Herzen“ seines Sohnes und erzählt ihm, was er täte, wenn er bei ihm bliebe. Der Refrain handelt von der Trauer, die nicht zu leugnen sei, und die Freunde, die sich nun um das Kind sammelten, da der Zirkus die Stadt verlassen habe. In den Strophen wird deutlich, welch enge Bindung Clapton zu seinem Sohn hatte, da er wiederholt pathetische Beschreibungen über ihn wie „feurige Augen“ oder „strahlendes Lächeln“ verwendet.